# Grandioso
Grandioso is een Italiaanse muziekterm die aangeeft hoe een passage of een muziekstuk uitgevoerd moet worden. De term wordt naar het Nederlands vertaald met groots, of grandioos. De aanwijzing is in beginsel een voordrachtsaanwijzing. Dat betekent dat de aanwijzing er een is die aangeeft wel karakter tot uitdrukking moet komen in de voordracht. Over andere parameters in de muziek, zoals dynamiek en tempo, geeft de term in principe geen aanwijzingen. In de meeste gevallen zullen, indien dit gewenst is, ook apart nog tempo-aanwijzingen en/of dynamische aanwijzingen gegeven worden.
Echter, het is niet zo dat de aanwijzing geen enkele invloed op het tempo of de dynamiek heeft. Immers kan bij het tot uitdrukking laten komen van een groots karakter wel degelijk gebruikgemaakt worden van dynamische en tempowijzigingen. De mate waarin dit gebeurt hangt af van de speelwijze en interpretatie van de uitvoeren muzikant(en) of dirigent.